# Angel Fire

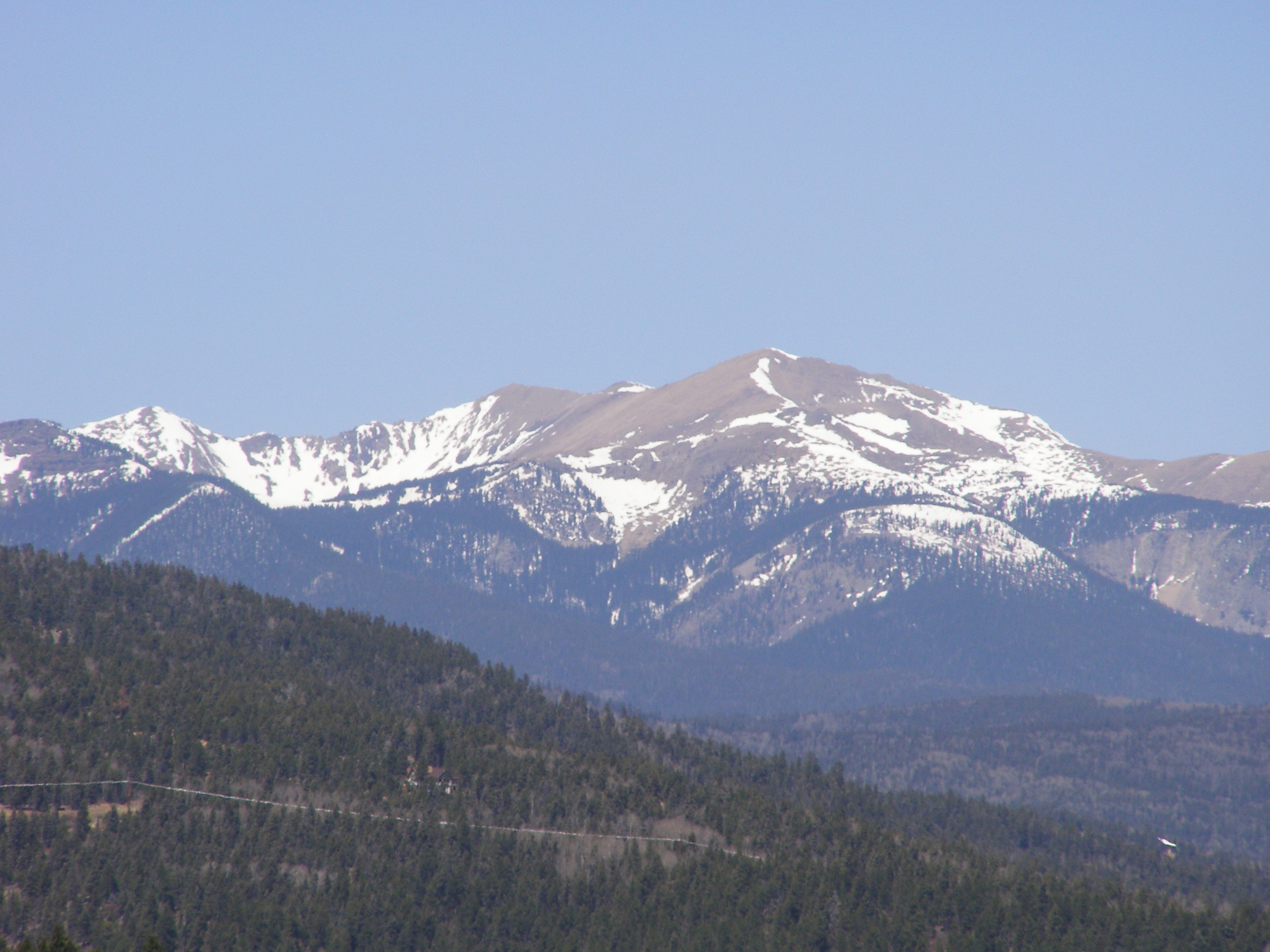
Pic Wheeler vu depuis Angel Fire

Angel Fire est un village dans le comté de Colfax, au Nouveau-Mexique. La population était de 1 216 habitants au recensement des États-Unis de 2010. C'est une station de sports d'hiver populaire. Angel Fire et ses environs ont des températures froides en hiver et douces en été.

## Source
- (en) Cet article est partiellement ou en totalité issu de l’article de Wikipédia en anglais intitulé « Angel Fire, New Mexico » (voir la liste des auteurs).